# Scylaticus gymnosternum
Scylaticus gymnosternum är en tvåvingeart som beskrevs av Jason Gilbert Hayden Londt 1992. Scylaticus gymnosternum ingår i släktet Scylaticus och familjen rovflugor. Inga underarter finns listade i Catalogue of Life.